# ФК Слога Средња Слатина
ФК Слога је фудбалски клуб из Средње Слатине, општина Шамац, који се такмичи у оквиру Међуопштинске лиге Републике Српске — Шамац.

## Историја
Клуб је основан 1959. године у ФНР Југославији.

## Резултати
- Међуопштинска лига Републике Српске у фудбалу — Шамац 2010/11. (5. мјесто)